# Phebellia tranquilla
Phebellia tranquilla là một loài ruồi trong họ Tachinidae.